# Hock János utca
Hock János utca est une rue de Budapest, située dans le quartier de Corvin (8e arrondissement).